# Laniocera
Laniocera es un género de aves paseriformes perteneciente a la familia Tityridae que agrupa a dos especies nativas de la América tropical (Neotrópico) donde se distribuyen desde el sur de México a través de América Central y del Sur hasta el norte de Bolivia y sur de la Amazonia brasileña. A sus miembros se les conoce por el nombre popular de plañideras.

## Etimología
El nombre genérico femenino «Laniocera» se compone del género Lanius y de la palabra del griego «keras, kerōs»: cuerno (p. ej. pico), significando «con el pico como un Lanius».

## Características
Las dos aves de este género son poco frecuentemente encontradas y habitan dentro de selvas húmedas de baja altitud, cada una de un lado de los Andes. Son de tamaño relativamente grande, midiendo 20 cm de longitud, y se caracterizan por sus cabezas redondas, lo que les confiere una suave expresión como de palomas, y por sus estrechos anillos oculares dorados.

## Lista de especies
Según las clasificaciones del Congreso Ornitológico Internacional (IOC) y Clements Checklist/eBird v.2019, el género agrupa a las siguientes dos especies, con el respectivo nombre popular de acuerdo con la Sociedad Española de Ornitología (SEO):
| Imagen | Nombre científico   | Autor                | Nombre común         | EC (*) |
| ------ | ------------------- | -------------------- | -------------------- | ------ |
|        | Laniocera rufescens | (P.L. Sclater,) 1858 | plañidera moteada    | LC     |
|        | Laniocera hypopyrra | (Vieillot), 1817     | plañidera cenicienta | LC     |

(*) Estado de conservación

## Taxonomía
El género fue propuesto por el ornitólogo francés René Primevère Lesson en 1841, que definió una nueva especie Laniocera sanguinaria Lesson, 1841 como la especie tipo; sin embargo esta resultó ser un sinónimo posterior de Ampelis hypopyrra Vieillot, 1817, actualmente Laniocera hypopyrra.
Este género ha sido tradicionalmente colocado en la familia Tyrannidae; así como Tityra, Iodopleura, Laniisoma y Pachyramphus en la familia Cotingidae y Schiffornis en la familia Pipridae. La Propuesta N° 313 al Comité de Clasificación de Sudamérica (SACC), siguiendo los estudios de filogenia molecular de Ohlson et al. (2007), aprobó la adopción de la nueva familia Tityridae, incluyendo el presente y los otros géneros.
Las evidencias sugieren que el presente género pertenece a un clado basal dentro su familia, incluyendo también los géneros Schiffornis, y Laniisoma (con una fuerte sustentación por el método de remuestreo estadístico Bootstrapping).
Los amplios estudios genético-moleculares de Tello et al (2009) y Ohlson et al (2013) descubrieron una cantidad de relaciones novedosas dentro de los paseriformes subóscinos que todavía no están reflejados en la mayoría de las clasificaciones. Específicamente para la familia Tityridae, corroboraron las tesis anteriores y propusieron la subfamilia Schiffornithinae Sibley & Ahlquist, 1985 agrupando a Schiffornis, Laniocera y Laniisoma.